# توني أراتا
توني أراتا (بالإنجليزية: Tony Arata)‏ هو مغني ومغن مؤلف أمريكي، ولد في 10 أكتوبر 1957 في سافانا في الولايات المتحدة.

## وصلات خارجية
- توني أراتا على موقع ميوزك برينز (الإنجليزية)
- توني أراتا على موقع ديسكوغز (الإنجليزية)